# Šišatovac
Šišatovac (cyr. Шишатовац) – wieś w Serbii, w Wojwodinie, w okręgu sremskim, w mieście Sremska Mitrovica. W 2011 roku liczyła 211 mieszkańców.